# UMngeni
uMngeni (officieel uMngeni Local Municipality) is een gemeente in het Zuid-Afrikaanse district Umgungundlovu.
uMngeni ligt in de provincie KwaZoeloe-Natal en telt 92.710 inwoners. Het gemeentebestuur is gevestigd in Howick.

## Hoofdplaatsen
Het nationaal instituut voor de statistiek, Stats SA, deelt sinds de census 2011 deze gemeente in in 17 zogenaamde hoofdplaatsen (main place):
Balgowan • Cedara • Cedarge • Emashingeni • Fort Nottingham • Garlington • Hilton • Howick • Karkloof • KwaMevana • Lidgetton West • Lions River • Midmar • Mpophomeni • Nottingham Road • uMngeni NU • Zenzani.